# Joe Porcaro
Pour les articles homonymes, voir Porcaro.
Joseph Porcaro, dit Joe Porcaro, né le 29 avril 1930 à Hartford (Connecticut) et mort le 6 juillet 2020, est un percussionniste américain de jazz. 

## Biographie
Joe Porcaro est le père des musiciens du groupe de rock Toto, Steve, Jeff et Mike Porcaro dont les deux derniers sont morts du vivant de Joe. 
Il participe à l'enregistrement de l'album Toto IV.
On peut l'entendre également sur l'album The Wall de Pink Floyd.